# Distcc
distcc est un logiciel libre qui permet de distribuer les tâches de compilation d'un code source en C, C++ ou Objective C entre plusieurs machines en réseau. Il est conçu pour fonctionner avec gcc, bien qu'il fournisse différents degrés de compatibilité avec les compilateurs Intel et Sun.
Il est distribué selon les termes de la licence GNU GPL.